# Urmibergtunnel
| Skizze Verlauf Urmibergtunnel im Schwyzer Talkessel |                      |                             |                             |
| Spurweite: | 1435 mm (Normalspur) |                             |                             |
| Stromsystem: | 15 kV 16,7 Hz ~      |                             |                             |
| Zweigleisigkeit: | ja                   |                             |                             |
| |                      |                             |                             |
| \| \| \| Altstrecke aus Immensee \| \| \| \| \| Oberarth \| \| \| \| \| \| \| \| \| \| Altstrecke nach Arth-Goldau \| \| \| \| \| \| \| \| \| \| Urmibergtunnel \| \| \| \| \| \| \| \| \| \| Ingenbohl Schränggigen \| \| \| \| \| NEAT zum Axentunnel \| \| |                      |                             |                             |
| Strecke |                      | Altstrecke aus Immensee     | Altstrecke aus Immensee     |
| ehemaliger Dienststation / Betriebs- oder Güterbahnhof |                      | Oberarth                    | Oberarth                    |
| Strecke von links (außer Betrieb) · Abzweig geradeaus, ehemals nach rechts und ehemals von rechts |                      |                             |                             |
| Strecke (außer Betrieb) · Strecke nach links |                      | Altstrecke nach Arth-Goldau | Altstrecke nach Arth-Goldau |
| Tunnelanfang (Strecke außer Betrieb) |                      |                             |                             |
| Strecke (außer Betrieb) (im Tunnel) |                      | Urmibergtunnel              | Urmibergtunnel              |
| Tunnelende (Strecke außer Betrieb) |                      |                             |                             |
| Dienststation / Betriebs- oder Güterbahnhof (Strecke außer Betrieb) |                      | Ingenbohl Schränggigen      | Ingenbohl Schränggigen      |
| Strecke (außer Betrieb) |                      | NEAT zum Axentunnel         | NEAT zum Axentunnel         |

Der Urmibergtunnel ist ein Eisenbahntunnel-Projekt im Kanton Schwyz in der Schweiz, welches Bestandteil der 2. Phase des Grossprojekts Neue Eisenbahn-Alpentransversale ist und zwischen Arth und dem Felderboden bei Brunnen den Urmiberg am Südostfuss der Rigi unterquert.
Das Projekt sieht einen rund 7 Kilometer langen Tunnel vor, welcher die bisherige Strecke entlang dem Lauerzersee im Schwyzer Talkessel entlasten soll. Da das Nordportal möglicherweise vor dem wichtigen Eisenbahnknoten Arth-Goldau zu liegen kommt, entstanden regionalpolitische Fragen über die zukünftige Bedeutung dieses Knotens. Ein Lösungsvorschlag sieht vor, lediglich Güterzüge durch den Urmibergtunnel fahren zu lassen was einerseits beim Ausbau Kosten sparen und andererseits die Region mit den Orten Arth, Goldau, Schwyz und Brunnen nicht von der Gotthardlinie abschneiden würde. Eine kostspieligere Variante wäre der Bau eines Anschlusstunnels an den Urmibergtunnel ab Arth-Goldau. Eine weitere Variante wäre, den Verkehr über Rotkreuz umzuleiten.
Weitere Begehrlichkeiten sind im Wunsch nach der Unterquerung des Felderbodens im Raum Brunnen / Ibach aufgetaucht, vorab aus Lärmschutzgründen.
Projektiert ist das Vorhaben für den Zeitraum zwischen 2020 und 2030. Anfangs November 2010 wurde das Projekt öffentlich aufgelegt.

## Urmiberg-Strassentunnel
Unter der Bezeichnung Urmibergtunnel ist auch eine Studie zur Südumfahrung von Seewen aufgetaucht. Dieses sieht einen 1100 m langen Strassentunnel im Gegenverkehr vor.